# Karima Shapandar
Karima Shapandar, conosciuta anche come Sentinella Omega (Omega Sentinel), è un personaggio dei fumetti creato da Chris Claremont (testi) e Brett Booth (disegni), pubblicato dalla Marvel Comics. Apparsa per la prima volta sulle pagine della serie X-Men Unlimited (vol. 1) n. 27 (giugno 2000), Karima è un'ex-agente di polizia trasformata in un ibrido Sentinella-umano al tempo di Operazione: Zero Tolerance che ha sopraffatto la sua programmazione iniziale entrando a far parte di numerosi X-gruppi.

## Biografia del personaggio

### Sentinella Omega
Impegnata a pattugliare le strade di Calcutta alla ricerca di Sanjit Shaara, Karima ne incontrò il fratello Neal e durante questo periodo i due cominciarono una relazione prima di venir catturati da Bastion. Appreso che Sanjit era stato trasformato in una Prima Sentinella, con il compito di cacciare ed uccidere mutanti, nel corso dell'Operazione: Zero Tolerance e che presto lo stesso destino sarebbe toccato anche a loro, si mostrarono stupefatti quando i poteri di Neal si manifestarono e l'uomo diede vita ad una esplosione che distrusse l'intero edificio mentre il fratello, combattuta e vinta la sua programmazione, cercò di distruggere la maggior parte dei cyborg per sgombrare loro la strada perendo però nell'impresa. Dopo il ritrovamento del corpo di Sanjit, Karima confidò al compagno che il suo processo di trasformazione aveva avuto buon esito ed anche se aveva sconfitto la sua programmazione una relazione tra loro era impossibile; pregò quindi Neal, che le aveva dichiarato il proprio amore, di dimenticarla e ricostruirsi una vita.
Tempo dopo Karima riapparve in stato di coma all'interno di una capsula sulla devastata isola di Genosha, dove grazie al Xavier e a Magneto il suo corpo e la sua mente furono riattivate. Deciso di rimanere, assunse l'incarico di tutore dell'ordine e vi rimase fino agli eventi che portarono alla decimazione.

### X-Men
Ritrovato il corpo di Karima, parzialmente smantellato, assieme a quello di Lady Mastermind all'interno della Clinica Fordyce le due vengono trasportate allo Xavier Institute dove Bestia si occupa del suo riassemblaggio. Riattivatasi, Karima afferma di non riuscire ad accedere alla memoria relativa agli eventi precedenti al suo risveglio e, dopo essere stata reclutata da Rogue nel suo team di X-Men, combatte prima contro i Figli della Cripta e poi contro il genetista Pandemia a cui si deve la sua cattura e smantellamento. Prende parte all'imprigionamento di Sabretooth e si scontra con l'alieno Ecatombe sull'isola di Providence, dove Rogue viene infettata dal virus Ceppo 88 e ricoverata poi a casa di Mystica. Una volta al sicuro fra le quattro mura domestiche, durante una scansione dei suoi sistemi riceve un'e-mail contenente la versione digitalizzata dell'entità parassita Malice che prende così possesso del suo corpo attaccando gli X-Men assieme ai Marauders, abilmente celati dalle illusioni di Lady Mastermind, che riescono a portar via Rogue. Poco dopo affronta l'Uomo Ghiaccio e Cannonball nella cittadina di Flint per il possesso dei Diari di Destiny, indispensabili per confermare a Sinistro alcuni avvenimenti futuri, che verranno in ultimo distrutti da Gambit.

### Messiah Complex
Assieme alla Marauder Malice giunge Cooperstown in Alaska, luogo di nascita del primo mutante dall'M-Day, dove si scontra con i Purificatori inviati con lo scopo di uccidere qualsiasi bambino per porre così fine alla minaccia dell'anticristo mutante. In seguito la si ritrova nel covo di Sinistro dove durante la battaglia con gli X-Men mette fuori uso il fattore rigenerante di Wolverine prima di essere sconfitta da Nightcrawler. Riappare quindi ad Eagle Plaza, residenza di Forge, dove assieme ad altri Marauders impedisce ad Alfiere di uccidere la neonata. Infine, sull'isola Muir durante lo scontro con X-Men, X-Factor, X-Force e New X-Men, viene trafitta e messa fuori combattimento dalla Lama dell'anima di Pixie (che "esorcizza" Malice dal suo sistema operativo).

### Divisi resistiamo
Ritornata in sé, Karima si aggrega agli Accoliti di Exodus che avevano precedentemente recuperato il corpo di Xavier per poterlo guarire dal proiettile che Alfiere accidentalmente gli aveva esploso contro. Dopo l'arrivo di Magneto, Karima aiuta Xavier a riprendere a risvegliarsi dal coma prima che Frenzy tenti di ucciderlo. Scampato il pericolo, assiste allo scontro telepatico tra Xavier e Exodus terminato con la vittoria del primo e con il suo rifiuto di guidare gli Accoliti. Lasciata la base, Karima e Magneto si offrono di accompagnare Xavier in giro per il mondo alla ricerca della sua perduta memoria, ma l'uomo rifiuta e chiede loro di non seguirlo.
Ritornato tempo dopo al quartier generale degli Accoliti, Xavier convince Exodus a sciogliere il gruppo. Assieme ad Amelia Voght e Random, Karima si trasferisce a San Francisco dove assiste al funerale di Cable al termine di Secondo avvento.

### Fiabe della ricostruzione
Incaricati di aiutare nella ricostruzione di San Francisco, semi-distrutta da Bastion, Ciclope incarica un team di X-Men compresa Karima inviandoli sulla terraferma. Già durante il viaggio in barca, la Sentinella confida a Psylocke di avere malfunzionamenti col suo software, inconsapevole di soffrire gli effetti del virus rilasciato dai Nimrod del futuro, che al cantiere dove prestano aiuto s'ingigantiscono fino a riattivare i protocolli anti-mutanti della sua programmazione originale. Scontrandosi prima con Colosso, passa ad attaccare Hope Summers fino a quando, danneggiata dagli attacchi di Satiro, la sua parte umana riprendere il controllo pregandolo di ucciderla. Rilasciando una vasta ondata telecinetica, Satiro le causa imponenti danni possibilmente uccidendola cerebralmente; il suo corpo viene quindi preservato in una camera di stasi all'interno del laboratorio del X-Club.

## Poteri e abilità
Infettata dai naniti, Karima vide il proprio corpo digitalizzarsi gradualmente fino a giungere alla completa trasformazione in Sentinella. Ha mostrato di possedere forza e velocità sovrumana, di numerose armi retrattili nascoste all'interno del suo corpo, poli repulsori localizzati sui palmi delle mani dai quali genera grandi quantità di elettricità e raggi energetici. Dopo la sua ricostruzione per mano di Bestia, ha anche mostrato particolari doti tecnopatiche grazie alle quali può collegarsi e controllare vari macchinari, oltre che un emergency kit e un avanzato sistema di supporto vitale.
Prima di essere trasformata apprese le principali tecniche di auto-difesa e fu addestrata nell'uso di molte armi da fuoco.

## Altre versioni

### House of M
In questo universo creato da Scarlet, Karima appare sempre come Sentinella Omega ma si trova a capo dello squadrone di Sentinelle deputato al mantenimento dell'ordine per conto della casata di Magnus.

### X-Men: The End
In questo universo alternativo, Karima compare brevemente a fianco degli X-Men durante un combattimento.